# Videm pri Ptuju

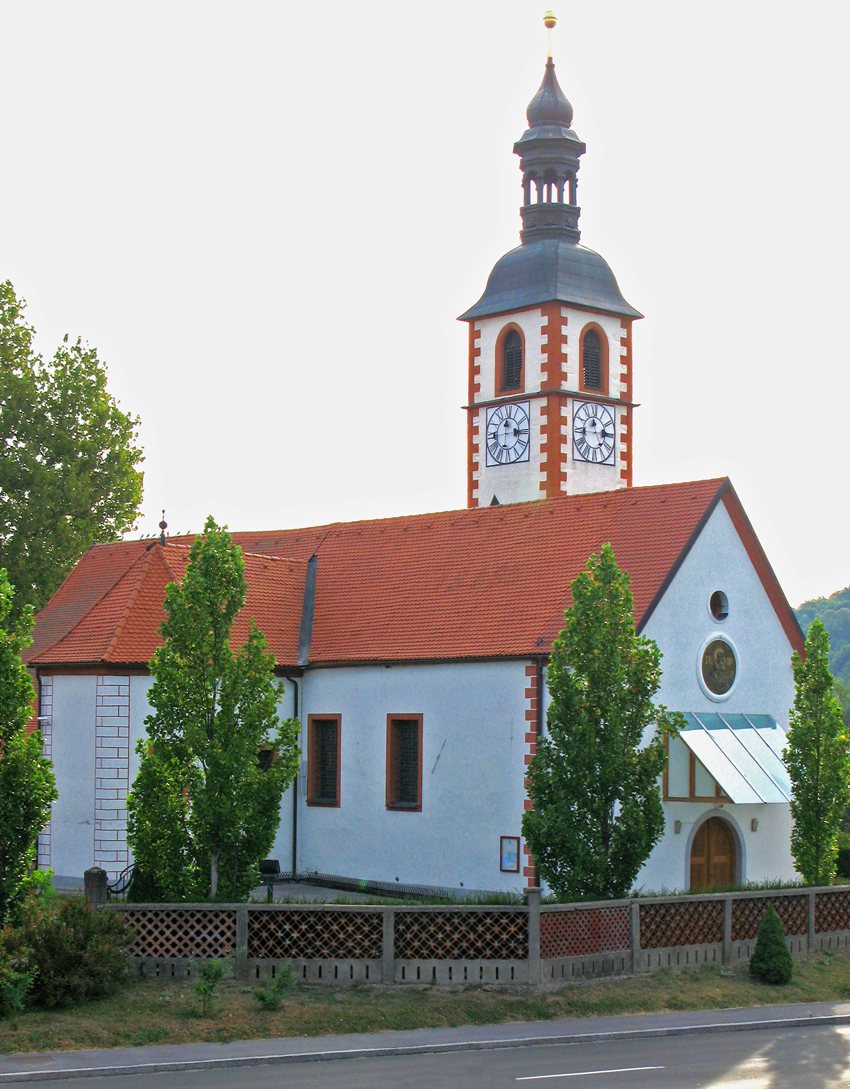
Die Pfarrkirche Sankt Veit im Zentrum der Gemeinde Videm (2012)

Videm pri Ptuju (deutsch Sankt Veit bei Ptuj) ist der Name des Hauptortes und Verwaltungssitzes der 30 Ortschaften umfassenden Gemeinde Videm in Slowenien. Er liegt in der historischen Landschaft Spodnja Štajerska (Untersteiermark), Region Podravska.

## Lage
Das Gemeindegebiet liegt südlich der Drau (Drava) und hat mit den nördlich der Drann (Dravinja) gelegenen Siedlungen Anteil am ebenen und ausgedehnten Draufeld und Pettauer Feld (Dravsko-Ptujsko polje). Das südliche und östliche Gemeindegebiet, mit den weitverstreuten Siedlungen, nimmt einen beträchtlichen Teil der hügeligen und weinreichen Haloze (Kollos) ein. Im Westen berührt die Kommune die „Waldhaloze“ und Ausläufer der Dravinjske gorice (Hügelland an der Drann).

## Geschichte
Der Name der Ortschaft wurde 1952 von Sveti Vid pri Ptuju (wörtlich „Heiliger Vitus bei Ptuj“) in Videm pri Ptuju geändert. Der Name wurde auf der Grundlage des Gesetzes von 1948 über Siedlungsnamen und Bezeichnungen von Plätzen und Straßen geändert, als Teil der Bemühungen der slowenischen kommunistischen Nachkriegsregierung, religiöse Elemente aus Toponymen zu entfernen.

## Sehenswürdigkeiten
- Šturmovci-Landschaftsschutzpark

## Persönlichkeiten
- Anton Domaingo (1811–1894), österreichischer Postmeister, Unternehmer und Politiker
- In Loibenberg kam der Chirurg Fritz Hartmann (1900–1946) zur Welt.